# Укрпрофоздоровниця
ПрАТ «Укрпрофоздоровниця» — приватне акціонерне товариство лікувально-оздоровчих закладів профспілок України.

## Історія
Українська республіканська Рада профспілок створила «Укрпрофоздоровницю» у 1960 році.
У 1991 році Фондом соціального страхування України та Федерацією профспілок України «Укрпрофоздоровницю» була реорганізована у ЗАТ, згодом у ПрАТ.
З 1992 до 2002 року голова правління ЗАТ «Укрпрофоздоровниця» був Михайло Лобода.
Головою правління ПрАТ «Укрпрофоздоровниця» є Володимир Саєнко.
До системи санаторно-курортних установ ПрАТ «Укрпрофоздоровниця» входять:
- Слов'янський курорт
- ДП «Клінічний санаторій „Авангард“» (Немирів)
- «Спеціалізований спинальний санаторій ім. М. Н. Бурденко» (Саки)
- ДП «Клінічний санаторій „Хмільник“» (Хмільник)
- ДП «Санаторій „Ай-Петрі“» (Кореїз)
- ДП «Клінічний санаторій „Жовтень“»
- Клінічний санаторій імені Пирогова